# Comix 2000
Comix 2000 (ISBN 2-84414-022-X) is een stripverzamelbundel van 2000 pagina's met bijdragen van een groot aantal avant-garde-striptekenaars van over de hele wereld. Het boek werd in 2000 uitgegeven door L'Assocation te Parijs.
Alle strips zijn tekstloos.

## Auteurs
| AJessica Abel, Filipe Abranches, Peggy Adam, Dario Adanti, Kalah Allen, Suzy Amakane, Ambre, Max Andersson, Andreas, Anne-Fred, Craig Au Yeung Ying Chai, Diego Aranega, Aurélia Aurita, Popay Ayguavives, François Ayroles, BRafaele Bacchetta, Alex Baladi, Edmond Baudoin, Fred Belonie, Olle Berg, Nick Bertozzi, Frederique Bertrand, Brian Biggs, Clement Bikao, Christophe Blain, Matthieu Blanchin, Stéphane Blanquet, Blexbolex, Frédéric Boilet, Paz Boïra, Pakito Bolino, David Bolvin, Conrad Botes, Simon Bossé, Denis Bourdaud, Jean Bourguignon, Émile Bravo, Mat Brinkman, Lætitia Brochier, Matt Broersma, Emmanuel Brughera, CMax Cachimba, Julio Caetano, Calpurnio, Captain Cavern, Jean-François Caritte, Rémy Cattelain, Géraldine Cavalli, Florence Cestac, Jean-Christophe Chauzy, Mariana Chiesa Mateos, Lee Chihoi, Laurent Cilluffo, Cizo, David Collier, Colonel Moutarde, Greg Cook, Marco Corona, Philippe Coudray, DDavid B., Étienne Davodeau, Frédéric de Broutelles, Jan-Willem de Vries, Ludovic Debeurme, Jean-Philippe Delhomme, Guy Delisle, Jean-Claude Denis, Denis Deprez, Mike Diana, Martin tom Dieck, Joe Dog, Gaëtan Dorémus, Julie Doucet, Olivier Douzou, Boyan Drenec, Jean-Pierre Duffour, Jean-Yves Duhoo, Charles Dutertre, Sophie Dutertre, EEdith, Mauro Entrialgo, FYann Fastier, Faujour, Ester Ferrandiz, Feuchtenbergerowa, Alex Fito, Sylvie Fontaine, Vincent Fortemps, Émile Franc, Frankyravi, Fredox, Renee French, Ursula Fürst, GG.G., Gérard Gaillard, Anne Gallet, Line Gamache, Sergio García, Alain Garrigue, Jochen Gerner, Dominique Goblet, Philippe Gerbaud, Golo, Grabowski, Julie Graux, Guillaume Guerse, Emmanuel Guibert, Aurélie Guillerey, Thierry Guitard, | HMatti Hagelberg, Kazuichi Hanawa, Tom Hart, Maaike Hartjes, Hendrik Hegray, Mark Hendriks, William Henne, Manolo Hidalgo, Hideshi Hino, Dylan Horrocks, Milan Hulsing, IImius, Ivang, JBenoît Jacques, Caroline Jaegy, Adam Jamieson, Jason, Brad Johnson, Joko, Louis Joos, Josépé, Olivier Josso, Denis Jourdin, Juanjo el Rápido, KKafka, Kakouwo, Hyuna Kang, Megan Kelso, Hironori Kikuchi, Patrice Killoffer, Kamel Khalif, Chris Knox, James Kochalka, Kohell, Yoshihiro Koizumi, Matt Konture, Kati Kovács, Erik Kriek, Krystine Kryttre, LLa Sofrocogedec, Éric Lambé, Sergio Langer, Roger Landridge, Chris Lanier, Larcenet, Karel Lauwers, Lauzán, Yannick Lecoeur, Étienne Lécroart, Matthias Lehmann, Sandrine Lemoult, Léo, Håkan Lindgren, Linhart, Liniers, Lolmède, Jean-Christophe Long, Xavier Löwenthal, Lubie, Maximiliano Luchini, Gunnar Lundkvist, MM. Culbuto, Nicolas Mahler, Markus, Pauline Martin, Gérard Marty, Marc-Antoine Mathieu, Mathis, Mats?!, Michaël Matthys, Massimo Mattioli, Pierre Maurel, Max, Mazan, Jean-Christophe Menu, Mezzo, Sasha Mihajlovich, Mika, Mimi, Harry Morgan, Morvandiau, Ricardo Mosner, Hideyasu Moto, Lillian Mousli, Mutis, Muzo, NNash, Morgan Navarro, Neurone Pipéro, Carlos Nine, Nicoulaud, Hans Nissen, Noyau, Nuvish, Terhi Numminen, OOkuda Robot, Olaf, Javier Olivares, Annmari Olsson, Thomas Ott, Pierre Ouin, | PP.Gui, Pajak, José Parrondo, Pascal, Frederik Peeters, Pepe Farruqo, Jean-Michel Perrin, Renaud Perrin, Ethan Persoff, Lorenz Peter, Phil, Marc Pichelin, Elenio Pico, Michel Pirus, Placid, Frédéric Poincelet, Carlos Portela, Pyon, RPascal Rabaté, Ibn Al Rabin , Brian Ralph, Nadia Raviscioni, Jake Raynal, Claire, Ron Regé Jr., Rémi, Axel Renaux, Helge Reumann, Sandrine Revel, Stefano Ricci, Fabrice Rivière, Rocco, Jenni Rope, Stéphane Rosse, Marcel Ruijters, SDavid Sandlin, Sanghon, Pablo Sapia, Mathieu Sapin, Lorenzo Sartori, Charlie Schlingo, Bart Schoofs, Géraldine Servais, Joann Sfar, Tamir Shefer, Natacha Sicaud, Allan Sieber, R. Sikoryak, Siris, Lars Sjunnesson, Anna Sommer, Stanislas, Ted Stearn, Michaël Sterckeman, Florence Sterpin, Richard Suicide, Caroline Sury, TMathew Tait, Alfonso Tamayo, Tanitoc, Hervé Tanquerelle, TG, Tom Tirabosco, Tofépi, Antonella Toffolo, Esteban Tolj, Tomasz Tomaszewski, Touïs, Rick Trembles, Lewis Trondheim, Troub's, Katja Tukiainen, Typex, UUlf K, VRodéric Valambois, Valkeapää, Anne van der Linden, Stefan J. H. van Dinther, Peter Guido van Driel, Thierry Van Hasselt, David Vandermeulen, Vincent Vanoli, Jean-Emmanuel Vermot-Desroches, Laurent Verron, Martin Veyron, Vladimir, Berend J. Vonk, Ben Vranken, WChris Ware, Muddy Wehalla, Lorcan White, Willem, Skip Williamson, Winshluss, Nikola Witko, Wostok, YHok Tak Yeung, Yoan, Yülle, ZZanzim Glouton, Danijel Zezelj, Fabio Zimbres, Zou, Aleksandar Zograf |